# Österreichischer Fußball-Cup 1975/76
Der ÖFB-Cup wurde in der Saison 1975/76 zum 42. Mal ausgespielt. Sieger wurde zum neunten Mal die Wiener Rapid, Titelverteidiger SSW Innsbruck erreichte abermals das Endspiel.

## Ausscheidungsspiele

### Achtelfinale
|                         | Ergebnis        |                     |
| ----------------------- | --------------- | ------------------- |
| SK Sturm Graz           | 3:2 (0:0)       | SV Austria Salzburg |
| SC Eisenstadt           | 1:2 (1:0)       | SK Rapid Wien       |
| Grazer AK               | 1:2 (0:2)       | Wiener Sport-Club   |
| 1. Wiener Neustädter SC | 0:1 (0:0)       | Villacher SV        |
| SSW Innsbruck           | 0:0 (4:3 i. E.) | FC Admira/Wacker    |
| SV Rapid Lienz          | 1:0 (1:0)       | Linzer ASK          |
| FC Dornbirn 1913        | 3:2 (2:0)       | SC Tulln            |
| SPG Innsbruck           | 0:1 (0:0)       | SK VÖEST Linz       |

### Viertelfinale
|                  | Ergebnis        |                   |
| ---------------- | --------------- | ----------------- |
| SK Rapid Wien    | 2:1 (0:1)       | Villacher SV      |
| SV Rapid Lienz   | 3:1 (1:1)       | Wiener Sport-Club |
| FC Dornbirn 1913 | (a)2:2 (1:1)(a) | SK VÖEST Linz     |
| SSW Innsbruck    | 2:0 (0:0)       | SK Sturm Graz     |

### Semifinale
|               | Ergebnis  |                |
| ------------- | --------- | -------------- |
| SK Rapid Wien | 3:1 (1:0) | SK VÖEST Linz  |
| SSW Innsbruck | 2:1 (1:0) | SV Rapid Lienz |

## Finale
Im 41. österreichischen Cupfinale standen sich die SSW Innsbruck und Rapid gegenüber. Die Spielgemeinschaft war als Meister der Favorit, musste aber im Hinspiel nach klarere 2:0-Führung dank Peter Koncilia kurz vor Schluss in Überzahl nach ein Auswärtstor hinnehmen. Im Rückspiel eine Woche später in Wien setzten die Tiroler auf ihre Abwehr und versuchten ein 0:0 zu halten. Dies gelang bis eine Minute vor Schluss, als August Starek zu einem Freistoß antrat. Der Ball ging in die Mauer, den Abpraller flankte Starek zur Mitte, wo Paul Pawlek an Koncilia vorbei ins Tor köpfte. Rapid war dank der Auswärtstorregel Cupsieger, unter den Gratulanten war auch die Austria-Mannschaft mit grün-weißen Kappen, sie hatten in diesem Jahr in die Innsbrucker erfolgreich in der Meisterschaft gestoppt.

### Hinspiel
| Paarung        | SSW Innsbruck – SK Rapid Wien |
| Ergebnis       | 2:1 (1:0) |
| Datum          | 2. Juni 1976 |
| Stadion        | Tivoli-Stadion, Innsbruck |
| Zuschauer      | 8.000 |
| Schiedsrichter | Horst Brummeier |
| Tore           | 1:0 Peter Koncilia (8.), 2:0 Peter Koncilia (53.), 2:1 Johann Pregesbauer (81.) |
| SSW Innsbruck  | Friedl Koncilia – Werner Kriess, Rudolf Horvath, Bruno Pezzey, Johann Eigenstiller – Werner Schwarz, Peter Koncilia, Manfred Gombasch – Franz Oberacher (50. Helmut Metzler), Kurt Welzl, Günther Rinker Cheftrainer: Branko Elsner             |
| SK Rapid Wien  | Peter Barthold – Emil Krause, Egon Pajenk, Johann Pregesbauer, Rainer Schlagbauer – Erich Lisak (55. Kurt Widmann), Peter Persidis, August Starek, Wolfgang Kienast (55. Ernst Dokupil) – Johann Krankl, Paul Pawlek Cheftrainer: Robert Körner |

### Rückspiel
| Paarung        | SK Rapid Wien – SSW Innsbruck |
| Ergebnis       | 1:0 (0:0) |
| Datum          | 8. Juni 1976 |
| Stadion        | Praterstadion, Wien |
| Zuschauer      | 15.000 |
| Schiedsrichter | Erich Linemayr |
| Tore           | 1:0 Paul Pawlek (89.) |
| SK Rapid Wien  | Helmut Maurer – Emil Krause, Peter Persidis, Egon Pajenk, Rainer Schlagbauer – Erich Lisak (46. Werner Walzer), Gerhard Aichhorn (57. Paul Pawlek), Ernst Dokupil, August Starek – Kurt Widmann, Johann Krankl Cheftrainer: Robert Körner |
| SSW Innsbruck  | Friedl Koncilia – Werner Kriess, Rudolf Horvath, Bruno Pezzey, Johann Eigenstiller – Werner Schwarz, Werner Zanon, Peter Koncilia, Manfred Gombasch – Kurt Welzl (73. Helmut Metzler), Günther Rinker Cheftrainer: Branko Elsner          |